# Hermosa (Chicago)
Pour les articles homonymes, voir Hermosa.

Situation de Hermosa dans la ville de Chicago

Hermosa est l'un des 77 secteurs communautaires de la ville de Chicago aux États-Unis. 90 % des habitants de ce quartier sont hispaniques principalement d'origine mexicaine et portoricaine.